# وليد معماري
وليد معماري (1941 - 17 ديسمبر 2021) صحافي وأديب سوري من مواليد منطقة دير عطية، عمل صحافيًّا في جريدة تشرين السورية.
اشتهر بتحرير زاوية قوس قزح وعضو تحرير في جريدة صوت الشعب وعضو هيئة تحرير جريدة الدومري وهي أول جريدة سورية ساخرة وخاصة، باشر في نشر قصصه الأولى في الصحف السورية، ثم بدأ بإصدار مجموعات قصصية من أشهرها «حكاية الرجل الذي رفسه البغل»، «شيءٌ ما يحترق»
وهو عضو جمعية القصة والرواية وعضو في اتحاد الكتاب العرب، وعضو اللجنة المركزية للحزب الشيوعي السوري.

## أعماله
- أحزان صغيرة (مجموعة قصصية)
- اشتياق لأجل مدينة مسافرة (مجموعة قصصية)
- شجر السنديان (قصص أطفال)
- أحلام الصياد الكسول
- العجوز والشاب (قصص أطفال)
- عشرون قصة للأطفال
- زهرة الصخور البرية
- مقدمة للحب
- دوائر الدم
- حكاية الرجل الذي رفسه البغل
- درس مفيد
- تحت خط المطر
- شاي بالنعناع
- الصياد الملك
- مغارة الأسرار
- شيءٌ ما يحترق
- الزائرة
- يوميات ولد اسمه شغبوب ( مجموعة قصصية)

## وفاته
توفي يوم الجمعة 13 جمادى الأولى 1443 هجريًّا، الموافق 17 ديسمبر 2021 ميلاديًّا عن عمر ناهز 80 عامًا.

## وصلات خارجية
- وليد معماري على موقع اتحاد كتاب العرب.